# Sean O'Keefe
Sean O'Keefe, né le 27 janvier 1956 à La Nouvelle-Orléans, est un administrateur ayant occupé différents postes dans l'industrie aéronautique américaine. En 1992-1993, il fut secrétaire à la Marine des États-Unis. De décembre 2001 à février 2005, il fut un administrateur de la NASA. Son passage à ce poste fut marqué par le succès de la mission Mars Exploration Rover et par l'explosion de la navette spatiale Columbia. En 2010, il est CEO de EADS North America, une filiale de EADS,.

## Hommages
L'astéroïde (78905) Seanokeefe est nommé en son honneur pour son travail en tant qu'administrateur à la NASA.